# 까치살무사
까치살모사(학명: Gloydius intermedius 글로이디우스 인테르메디우스[*])는 러시아, 중국, 한반도에 서식하는 유독성 독사의 일종이다. 독성이 강하지만 현재로서 알려진 아종은 없다.
다른 살모사과의 독사들보다 몸이 더 두껍다. 머리 부분에는 뒤집힌 V자 모양 무늬가 있고, 다른 살무사들에게는 있는 흰 띠가 없다. 산중의 시냇물 근처나 숲 속에서 출몰한다. 또한 능구렁이의 주식으로 능구렁이랑 함께 두면 능구렁이한테 잡아먹힌다.

## 같이 보기
- 살모사